# Dara Bubamara
Dara Bubamara (cyr. Дара Бубамара, ur. 21 maja 1976 roku w Nowym Sadzie w Serbii) – pseudonim artystyczny serbskiej piosenkarki turbofolk. Jej właściwie imię to Radojka „Rada” Adžić. Karierę muzyczną zaczęła w latach 90. w Jugosławii. Jej rodzice przed jej narodzinami mieszkali w Derveńcie w Bośni i Hercegowinie.

## Dyskografia
- Košava sa Dunava (1993)
- Željo moja (1994)
- Svi su tu (1997)
- Nisu to kiše (1999)
- Opa Opa – Best of (2000)
- Dvojnica (2001)
- Polje jagoda (Field of Strawberries) (2002)
- Bez milosti (2005)
- Zidovi (2007)
- Dara Bubamara 2010 (2010)